# Пакентай Арапов
Пакента́й Арапо́в (каз. Пәкентай Арапов) — село у складі Ариської міської адміністрації Туркестанської області Казахстану. Входить до складу Акдалинського сільського округу.
Населення — 276 осіб (2021; 232 у 2009, 315 у 1999, 635 у 1989).
До 1999 року село називалось — Єнбекші.